# Allan Evans (Sänger)
Allan Evans (* 11. März 1941 in Macon, Georgia; † 7. November 2018 in Mannheim) war ein US-amerikanischer Opernsänger (Bassbariton), der hauptsächlich im deutschsprachigen Raum tätig war.

## Leben
Evans war das älteste von acht Geschwistern und wuchs in Macon im US-Bundesstaat Georgia auf. Er besuchte bis 1959 die Ballard-Hudson Senior High School in Macon und studierte danach am Knoxville College in Tennessee, dann am College of St. Thomas, und schließlich Musikwissenschaft am Macalester College in St. Paul in Minnesota. Mit einem Stipendium der Reader’s-Digest-Verleger DeWitt und Lila Wallace versehen studierte er dann von 1962 bis 1966 Gesang an der Juilliard School in New York. Nach seinem Studienabschluss ging er 1966 nach Europa und vervollständigte seine Ausbildung in Bayreuth, an der Musikhochschule München, am Salzburger Mozarteum und bei Hilde Zadek in Wien.
Sein erstes Engagement hatte er 1968–70 an der Wiener Kammeroper, gleichzeitig war er von 1968 bis 1972 am Theater Trier engagiert. Daraufhin war er freischaffend tätig und war häufig Gast am Theater Bremen, am Opernhaus Zürich, an der Oper Graz und an der Oper Köln.
Von 1978 bis 1986 war er Mitglied des Ensembles des Theaters Basel. 1987 wechselte er an das Nationaltheater Mannheim, wo er als Ensemblemitglied bis 1999 sang. Gastauftritte führten ihn u. a. an die Deutsche Oper Berlin, die Staatsoper Stuttgart, die Bayerische Staatsoper, die Oper Bonn, die Deutsche Oper am Rhein, die Oper Köln, die Staatstheater Kassel und Wiesbaden, das Stadttheater Bern sowie nach Kopenhagen und Luxemburg. 2006–07 war er Ensemblemitglied am Staatstheater Kassel. In den 2000er/2010er Jahren sang er vor allem an der Staatsoper Hannover.
Der noch im Klima der Jim-Crow-Gesetze und der Rassentrennung aufgewachsene Evans war in den späten 1960er Jahren im deutschsprachigen Raum einer der ersten schwarzen US-amerikanischen Sänger, die an Opernhäusern Erfolge feierten. War er in den 1970er Jahren als freischaffender Sänger an mehreren deutschsprachigen Theatern zunächst hauptsächlich als Porgy in Gershwins Porgy and Bess zu sehen, eroberte er sich schon früh auch die großen Baritonrollen des deutschen und italienischen Repertoires. Noch 1995 hatte er mit rassistischen Vorurteilen zu kämpfen, als es über die Besetzung des Hans Sachs in Wagners Meistersingern von Nürnberg mit einem schwarzen Sänger in Mannheim „unschöne Bedenken“ gab. Das Mannheimer Publikum feierte Evans jedoch als Hans Sachs einmütig, und 1996 wurde ihm dort vom Land Baden-Württemberg der Titel Kammersänger verliehen. Evans sang alle großen Wagner-Partien für Heldenbariton, viele Rollen des italienischen Repertoires und auch viele moderne Opern, darunter mehrere Uraufführungen. Als „Mann von La Mancha“ und „Sweeney Todd“ war er auch in Musicals erfolgreich. Auch in Konzerten war er oft zu hören. Mehrere Tonträger u. a. mit Unterhaltungsmusik und Spirituals erschienen in den 1970er und 1980er Jahren.
Evans war Dozent an der Internationalen Theaterakademie Göttingen (ITA) und leitete Workshops für junge Berufssänger am Mannheimer Nationaltheater und am orffeo studio Mannheim.

## Repertoire
- Bartók: Herzog Blaubarts Burg – Blaubart
- Beethoven: Fidelio – Don Pizarro
- Berg: Lulu – Dr. Schön, Schigolch
- Bizet: Carmen – Escamillo
- Britten: Billy Budd – Claggart
  - Peter Grimes – Balstrode
- Cerha: Baal – Baal (Schweizer Erstaufführung, Basel 1983)
- Davies: Das Martyrium des Hl. Magnus – Hakon
- Debussy: Pelléas et Mélisande – Golaud
- Donizetti: Viva la Mamma – Mamma Agata
- Fenigstein: Die heilige Johanna der Schlachthöfe (Uraufführung, Augsburg 1986)
- Gershwin: Porgy and Bess – Porgy
- Gilbert: Das Popgeheuer – Frank (Uraufführung, Kassel 1971)
- Hartmann: Simplicius Simplicissimus – Bauer
- Henze: El Cimarrón – El Cimarrón (Schweizer Erstaufführung, Basel 1978)
  - Elegie für junge Liebende – Dr. Reichmann (US-Erstaufführung, New York 1965)
- Janáček: Die Sache Makropulos – Jaroslav Prus
- Krenek: Jonny spielt auf – Jonny
- Leigh: Der Mann von La Mancha – Don Quijote
- Loesser: Guys and Dolls – Big Jules
- Meier: Augustin – Augustin (Uraufführung, Basel 1988)
  - Der Drache (Uraufführung, Basel 1985)
- Mozart: Don Giovanni – Don Giovanni
  - Die Entführung aus dem Serail – Bassa Selim (Sprechrolle)
  - Le nozze di Figaro – Figaro
- Mussorgski: Boris Godunow – Boris Godunow
- Offenbach: Les contes d’Hoffmann – Lindorf etc.
- Puccini: La fanciulla del West – Sid
  - Gianni Schicchi – Gianni Schicchi
  - Il tabarro – Michele
  - Tosca – Scarpia
- Rossini: Guillaume Tell – Gessler
- Schnyder: Der Sturm – Caliban (Uraufführung, Bern 1996)
- Schostakowitsch: Lady Macbeth von Mzensk – Boris Ismailow
- Sondheim: Sweeney Todd – Sweeney Todd
- Strauss: Elektra – Orest
  - Die Frau ohne Schatten – Barak
  - Salome – Jochanaan
- Tschaikowski: Eugen Onegin – Eugen Onegin
- Verdi: Macbeth – Macbeth
  - Aida – Amonasro
  - Don Carlos – Großinquisitor
  - Falstaff – Ford
  - Nabucco – Nabucco, Zaccaria
  - Simon Boccanegra – Simon Boccanegra
- Wagner: Der fliegende Holländer – Holländer
  - Der Ring des Nibelungen: Das Rheingold – Wotan
  - Der Ring des Nibelungen: Die Walküre – Wotan
  - Der Ring des Nibelungen: Siegfried – Wanderer
  - Der Ring des Nibelungen: Götterdämmerung – Hagen
  - Lohengrin – Telramund
  - Die Meistersinger von Nürnberg – Hans Sachs
  - Parsifal – Amfortas
  - Tristan und Isolde – König Marke
- Weber: Der Freischütz – Kaspar